# HTC 센세이션
HTC 센세이션(영어: HTC Sensation, 코드네임 : HTC Pyramid)은 HTC에서 2011년 5월 26일에 출시한 스마트폰이다. 안드로이드 2.3.3 진저브레드를 탑재하였으며 퀄컴 스냅드래곤 1.2 GHz 듀얼 코어 프로세서를 탑재하였다. 통신사는 SK텔레콤으로 출시되었다. HTC와 SK텔레콤에서는 2011년 7월 HTC 센세이션 구매자에게 마이크로SDHC 16 GB를 제공하는 이벤트를 진행했다.

## 비츠 오디오를 탑재한 센세이션 XE
HTC 센세이션 XE(HTC Sensation XE)는 노멀버전 센세이션에서 CPU 오버클럭,비츠오디오 탑재, 닥터드레 이어폰 번들제공 등으로 리비전한 버전이다. 국내에는 출시하지 않았으며, 대신 KT를 통해 센세이션 XL을 출시하였다.